# 巻堀村
巻堀村（まきぼりむら）は、昭和30年（1955年）まで岩手県岩手郡の中部に存在していた村。現在の盛岡市巻堀・好摩・寺林・玉山永井・玉山馬場の各地区にあたる。

## 沿革
- 明治22年（1889年）4月1日 - 町村制施行にともない、巻堀村・好摩村・寺林村・永井村・馬場村の計5か村が合併して新制の北岩手郡巻堀村が発足。
- 1897年（明治30年）4月1日 - 郡の統合により北岩手郡と南岩手郡が合併し、岩手郡が復活[1]。岩手郡巻堀村となる。
- 昭和30年（1955年）6月1日 - 玉山村に編入される。

当初は、巻堀村も昭和28年（1953年）10月に行われた合併協議会での合意に基づき渋民村・藪川村と同時に玉山村との新設合併に参加する予定だったが、村内の意見調整が難航したため、翌昭和29年（1954年）1月に新設合併への不参加を決定したという経緯があった。

## 行政
- 歴代村長

| 代 | 氏名       | 就任                      | 退任                      | 備考 |
| -- | ---------- | ------------------------- | ------------------------- | ---- |
| 1  | 八角金吾   | 明治22年（1889年）6月1日  | 明治32年（1899年）7月     |      |
| 2  | 一方井賢三 | 明治32年（1899年）8月6日  | 明治36年（1903年）7月     |      |
| 3  | 高橋兵次郎 | 明治36年（1903年）8月1日  | 大正3年（1914年）3月      |      |
| 4  | 工藤愛国   | 大正3年（1914年）3月16日  | 大正6年（1917年）2月      |      |
| 5  | 照井勝知   | 大正6年（1917年）2月9日   | 大正7年（1918年）6月      |      |
| 6  | 八角金吾   | 大正7年（1918年）6月27日  | 大正12年（1923年）4月     | 再任 |
| 7  | 亀井直教   | 大正12年（1923年）4月30日 | 昭和2年（1927年）4月      |      |
| 8  | 工藤愛国   | 昭和2年（1927年）4月30日  | 昭和6年（1931年）7月      | 再任 |
| 9  | 斎藤熊太郎 | 昭和6年（1931年）8月7日   | 昭和14年（1939年）7月     |      |
| 10 | 亀井直教   | 昭和14年（1939年）8月7日  | 昭和22年（1947年）3月     | 再任 |
| 11 | 高橋権次郎 | 昭和22年（1947年）4月5日  | 昭和26年（1946年）3月     |      |
| 12 | 工藤定平   | 昭和26年（1946年）4月23日 | 昭和30年（1955年）5月31日 |      |

## 交通

### 鉄道
- 国鉄東北本線・花輪線：好摩駅

## 施設
- 巻堀神社